# Cappella di Santa Maria Maddalena (Genova)
La cappella di Santa Maria Maddalena è un luogo di culto cattolico situato nel quartiere di Sant'Ilario nel comune di Genova, nella città metropolitana di Genova.
È una cappella campestre che sorge in mezzo a un bosco di castagni, a circa venti minuti di cammino dalla Serra dei Boschi.

## Storia
La cappella, secondo quanto riportato dai fratelli Remondini, è precedente al 1600. La sua ubicazione è probabilmente dovuta a un'apparizione sacra avvenuta in quel luogo, come attesterebbe l'affresco dietro all'altare. Il luogo fu molto frequentato in epoca medioevale quale punto di incontro dei flussi commerciali tra la val di Lentro, la val Fontanabuona e Nervi. Lo spazio di fronte alla cappella era luogo ove gli agricoltori delle zone dell'entroterra portavano i loro prodotti affinché venissero comprati dai commercianti della costa. È ricordata come cappella povera dal rettore Campi (1746) e dal Mezzadri (1792).
Nel XIX secolo vi si celebrava messa due volte l'anno: il giorno di santa Maria Maddalena e quello della Madonna della Neve. Persa la sua funzione per il venire meno del piccolo commercio locale, la chiesetta ha conosciuto nel XX secolo un forte degrado: specialmente dopo la seconda guerra mondiale è stata danneggiata da teppisti. Un comitato di volontari è riuscito a ristrutturarla nel 1993, portando per gli impervi sentieri il materiale per ricostruirla.
Nel mese di ottobre si svolge presso la chiesetta una castagnata.